# Du (Einheit)
Du war eine mongolische Masseneinheit und ein Volumenmaß. Der Zweitname als Masseneinheit war Nim-Sihr.

## Masseneinheit
- 1 Du = 31 Pfund + 28 Lot (Preußen 1 L. = 16,667 Gramm)[1] = 15,966986 Kilogramm (errechnet).

Die Maßkette war:
- 1 Batman = 2 Nem-man = 8 Sihr/Seer = 16 Nim-sihr/Du = 64 Tscharik = 256 Nemetsche/Nimtscha = 27392 Miskal/Mitskal[2]

## Volumeneinheit
Der Zweitname des Masses Du war Togo.
- 1 Du = 10 Shin = 100 Alaga = 16,5 Liter
- 1 Dan = 10 Du = 165 Liter
- 100 Alaga = 1 Du/Togo